# Ermita de Bruguers
La Virgen de Bruguers o Ermita de Bruguers es un edificio originalmente románico del XIII en el pueblo de Bruguers a medio camino de los núcleos de Begues y Gavá (Baix Llobregat) incluida en el Inventario del Patrimonio Arquitectónico de Cataluña. Venera la Virgen de Bruguers, una virgen encontrada .  

## Arquitectura
Edificio de una sola nave, ábside semicircular ornamentado con ménsulas y ventana, dos lesenas y una imposta de cornisa sostenida por canecillos. El exterior está delicadamente decorado con franjas lombardas propias del románico tardío. El arco triunfal también está apuntado. Tiene cuatro capillas laterales, corazón, bóveda de cañón apuntada y trona.
La nave fue alargada por poniente la primera década del XVI, cuando se le añadió el corazón gótico de bóveda ojival, las dos capillas laterales a ambos lados, un portal gótico - renacentista y un campanario de espadaña truncado. 
La fachada principal, a poniente, es casi cuadrada. La horizontalidad se rompe por un campanario de espadaña. El dintel de la puerta de acceso está adornado con los escudos de la familia March (que figuran también en la llave de vuelta del corazón). Encima del dintel hay un arco de medio punto. Son interesantes los contrafuertes que incorporan las capillas, en del gótico catalán. A pesar modificaciones, la ermita presenta una tipología básicamente románica.

### Coro y portal
Corazón cubierto con una bóveda gótica rebajada, cuya llave lleva el escudo de Marc (tres ruedas dentadas). Los canecillos de los ángulos, de donde arrancan los nervios de la bóveda representan los símbolos de los evangelistas Juan, Lucas y Mateo y el cuarto tiene otro ángel. En el chaflán que se forma cuando la nave se abre al corazón, en el lado norte hay una trona para la predicación, accesible por una estrecha escalera que sale de la capilla lateral cercana. Este trona tiene cinco lados y termina en una aguja rematada por una pequeña cabeza. 
El portal, descargado por un arco sobre el dintel, tiene una especie de gablete o guardapolvo gótico apuntado, que debió acabar en un florón que no se ha conservado. Dentro de estas molduras hay una Virgen pequeña ya los lados el escudo de Marcos. A ambos lados de este tipo de frontón gótico hay dos gangas de piedra sin trabajar, como si hubiera quedado inacabado. En los laterales, enmarcados por el fistón del guardapolvo, hay unas cabezas. En la parte superior de la jamba moldurada de la puerta están las cabezas de unos angelitos. 
Nuestra Señora de Bruguers es una imagen gótica de finales del XIV, en la capilla hay una copia, ya que el original se conserva en la rectoría. 

## Historia

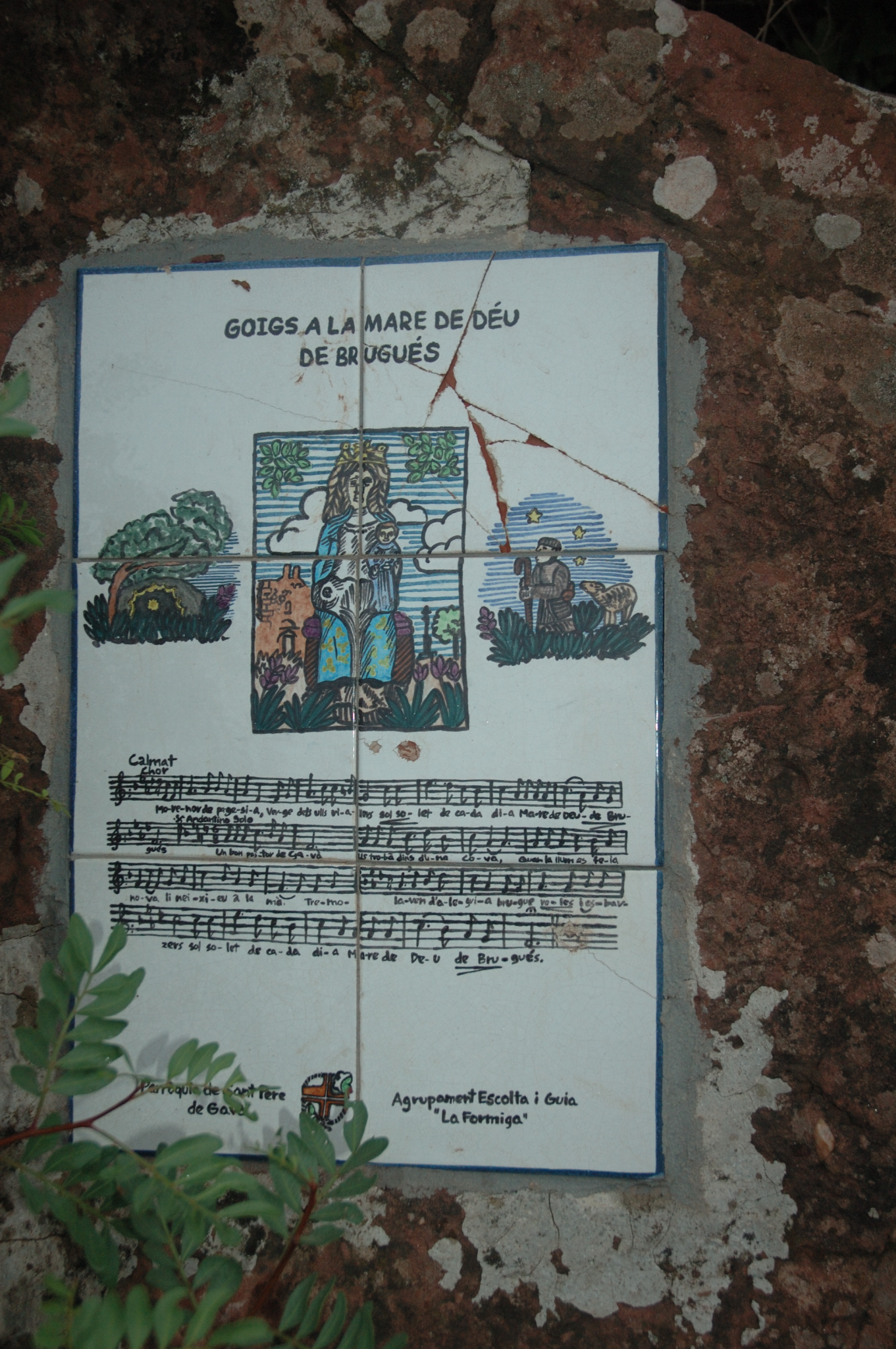
Gozos a Nuestra Señora de Bruguers.

Algunas fuentes indican que la capilla fue fundada en el XIII por Ferrer de Santmartí, señor de Eramprunyà (1208-1226/47), con la advocación de Santa Magdalena del Sitjar, en el lugar que entonces tenía ese nombre. El nombre del Sitjar aparece por primera vez mencionado en 987 (Ciare), significa silos o graneros. Otras fuentes apuntan que la capilla, documentada en 1321, probablemente fue la de Sant Martí, después de Santa Magdalena, y desde 1509 la de la Virgen de Bruguers. Hacia 1548 se intentó fundar un monasterio, pero a mediados de XVI la ermita era abandonada y se construyó, adosada al muro, una casa para el ermitaño. En los documentos aparece con el nombre de Santa María de " Bruchario ". Fue capilla con especial protección de los March, señores de Eramprunyà. Pedro March III creó un beneficio el 27 de julio de 1347, reservando patronato para su familia. En los siglos xiv y xv la ermita tenía varias reliquias de santos.  Pero en 1327 el obispo de Barcelona Ponç de Gualba autorizó a Pere Marc, señor de Eramprunyà, trasladar el culto de esta capilla al lugar de la Roca de Gavà, considerando el Sitjar (Cigiario) solitario y poco agraciado. Por lo que la capilla quedó abandonada hasta el XVI .
En 1500 se contrató las obras de reconstrucción de la antigua capilla del Sitjar, que ya empezaba a nombrarse de Bruguers (Brugueris, nombre que proviene del conjunto de los arbustos llamados brezos). En 1504 el vicario general de la diócesis autorizó a Francesc Jeroni Marc, señor de Eramprunyà, a trasladar la advocación de la Virgen de Bruguers a la capilla del Sitjar desde la primitiva capilla de Bruguers (Bruguers Vell, citada por primera vez en 1321) y situada a la 1321 y e. Finalmente, en 1509 fue trasladada la imagen. En 1540, la señora de Eramprunyà, Elisabet Marc y de Palou, hizo edificar la casa del ermitaño.
Actualmente, forma parte de las propiedades de la parroquia de San Pedro de Gavá. La capilla, que fue destruida parcialmente durante la revolución de 1936, presenta el aspecto de la restauración realizada en 1960.